# رانينيات
رَانِينيَّات أو سلطعونات ضفدعية (الاسم العلمي Raninidae)، فصيلة دويبات بحرية من القشريات عشاريات الأرجل المثلوثات. وتصنف من قبل معظم العلماء على أنها سرطانات بدائية.
ويعود ظهورها إلى مرحلة الألبي.